# Unaí
Unaí – miasto i gmina w Brazylii, w stanie Minas Gerais.